# Bitva u Fókaie
Bitva u Fókaie či bitva ve Fókaiském zálivu, k níž došlo mezi benátským a osmanským loďstvem 12. května 1649 v přístavu Fókaie, byla velká námořní bitva krétské války (1645–1669). Benátskému loďstvu pod vedením admirála Giacoma da Rivy se podařilo zaskočit osmanskou flotilu kotvící v přístavu a způsobit jí těžké ztráty, když ztratilo dvě lodě (včetně jedné zabrané nepřítelem) proti šestnácti tureckým (z nichž dvě zabrala). V dalším ničení turecké flotily zabránila Benátčanům změna větru, který začal v poměrně malém přístavu hnát hořící vraky tureckých lodí proti nim, takže se museli stáhnout. Přestože šlo o velký úspěch Benátek, na zvrácení vývoje války nestačil.